# Ngọc Phụng
Ngọc Phụng là một xã thuộc huyện Thường Xuân, tỉnh Thanh Hóa, Việt Nam.
Xã Ngọc Phụng có diện tích 16,85 km², dân số năm 2008 là 7469 người, mật độ dân số đạt 443 người/km².